# Banarsi Das Gupta
Banarsi Das Gupta (* 5. November 1917 in Manheru, Bhiwani; † 29. August 2007 in Neu-Delhi, Delhi) war ein indischer Politiker des Indischen Nationalkongress. Von 1975 bis 1977 und 1990 war er Chief Minister des Bundesstaates Haryana.
Nach seiner Schulausbildung in Pilani in Rajasthan war er sozial-politisch im Staat Jind (heute in Haryana) engagiert und wurde mehrfach inhaftiert. Er setzte sich insbesondere für die land- und kastenlosen Harijans, aber auch gegen diskriminierende gesellschaftliche Traditionen ein. Besonders in ländlichen Gebieten drängte er auf Bildung, Abschaffung des Mitgift-Systems und der Kinderheirat, sowie für das Recht auf Wiederheirat für Witwen.
Gupta war oberster Schirmherr mehrerer Bildungseinrichtungen in Haryana. Er wurde dreimal in das Parlament des Bundesstaates Haryana gewählt und fungierte einmal als dessen Sprecher. Einige Jahre war er Minister, Vize-Chief-Minister und zweimal Chief Minister von Haryana. 1996 wurde er in die Rajya Sabha gewählt.
Lange Zeit war er Herausgeber der Hindi-Wochenzeitungen Apna Desh und Haryana Kesri.
Banarsi Das Gupta war verheiratet und hatte einen Sohn und zwei Töchter.